# Port lotniczy Nemba
Port lotniczy Nemba – port lotniczy zlokalizowany w mieście Nemba, w Rwandzie. Jest to szóste co do wielkości lotnisko tego kraju.